# Prix du Jury
Prix du Jury (Jurypriset) är ett pris som delas ut på Filmfestivalen i Cannes. Vinnaren utses av en jury från den offentliga sektionen av filmer på festivalen. Det anses vara mindre prestigefyllt än de andra stora priserna, Palme d'Or och Grand Prix. 
Från 1951 till 1966 hette priset Special Jury Prize  och var det näst mest ansedda priset på festivalen. År 1967, bytte det andra priset, Grand Prix, namn till Grand Prix du Jury och det här priset försvann. Två år senare, 1969, skapades Prix Jury avskilt från Grand Prix och både har delats ut sen dess. År 1946 fanns också ett pris som bara delades ut en gång, International Jury Prize', som filmen La Bataille du rail av René Clément vann.

## Vinnare

### 1950-talet
- 1951: Allt om Eva av Joseph L. Mankiewicz
- 1952: De smygande stegen av André Cayatte
- 1953: Inget pris delades ut
- 1954: En fransman i London av René Clément
- 1955: Förlorad kontinent av Leonardo Bonzi, Enrico Gras och Giorgio Moser
- 1956: Mysteriet Picasso av Henri-Georges Clouzot
- 1957: Medan döden väntar av Andrzej Wajda och Det sjunde inseglet av Ingmar Bergman
- 1958: Min onkel av Jacques Tati
- 1959: Stjärnan av Konrad Wolf

### 1960-talet
- 1960: Äventyret av Michelangelo Antonioni och Lidelsernas hus av Kon Ichikawa
- 1961: Nunnan och djävulen av Jerzy Kawalerowicz
- 1962: Processen mot Jeanne d'Arc av Robert Bresson och Feber av Michelangelo Antonioni
- 1963: Harakiri av Masaki Kobayashi och En dag kom en katt av Vojtech Jasny
- 1964: Kvinnan i sanden av Hiroshi Teshigahara
- 1965: Kwaidan av Masaki Kobayashi
- 1966: Alfie av Lewis Gilbert
- 1969: Z – han lever av Costa-Gavras

### 1970-talet
- 1970: Falkarna av Istvan Gaal och Strawberry Statement av Stuart Hagmann
- 1971: Kärlek av Karoly Makk och Joe Hill av Bo Widerberg
- 1972: Slakthus 5 av George Roy Hill
- 1972: Döden i Venedig av Luchino Visconti (Prix du 25ème anniversaire)
- 1973: Sanatorium Timglaset av Wojciech J. Has och Bjudningen av Claude Goretta
- 1977: Duellanterna av Ridley Scott (Prix du Jury à la première œuvre)

### 1980-talet
- 1980: Fasta värden av Krzysztof Zanussi
- 1982: Identifikation av en kvinna av Michelangelo Antonioni (Prix du 35ème anniversaire)
- 1983: Fallet är avslutat av Mrinal Sen
- 1985: Överste Redl av István Szabó
- 1986: Thérèse av Alain Cavalier
- 1987: Det magiska ljuset av Souleymane Cissé och Shinran ou la voix immaculée av Rentaro Mikuni
- 1987: Intervista av Federico Fellini (Prix du 40ème anniversaire)
- 1988: En liten film om konsten att döda av Krzysztof Kieślowski
- 1989: Jesus från Montreal av Denys Arcand

### 1990-talet
- 1990: Dolda fakta av Ken Loach
- 1991: Europa av Lars von Trier och Gisslan av Maroun Bagdadi
- 1992: Le Songe av la lumière av Victor Erice och Ett eget liv av Vitalij Kanevski
- 1992: Howards End av James Ivory (Prix du 45ème anniversaire)
- 1993: Marionettmästaren av Hou Hsiao-hsien och Raining Stones av Ken Loach
- 1994: Drottning Margot av Patrice Chéreau
- 1995: Glöm inte att du ska dö av Xavier Beauvois
- 1995: Carrington av Christopher Hampton (Prix spécial du Jury)
- 1996: Crash av David Cronenberg (Prix spécial du Jury)
- 1997: Western av Manuel Poirier
- 1997: Ödet av Youssef Chahine (Prix du 50ème anniversaire)
- 1998: Skolresan av Claude Miller och Festen av Thomas Vinterberg
- 1999: La Lettre av Manoel De Oliveira

### 2000-talet
- 2000: Le Tableau noir av Samira Makhmalbaf och Sånger från andra våningen av Roy Andersson
- 2001: Tu Duu-Chih för Qian xi man bo och Vad är klockan i Paris? (Prix du Jury à un technicien)
- 2002: Intervention divine av Elia Suleiman
- 2002: Bowling for Columbine av Michael Moore (Prix du 55ème anniversaire)
- 2003: Fem på eftermiddagen av Samira Makhmalbaf
- 2004: Tropical Malady av Apichatpong Weerasethakul och Irma P. Hall för sin roll i The Ladykillers
- 2005: Shanghai Dreams av Wang Xiaoshuai
- 2006: Red Road av Andrea Arnold
- 2007: Persépolis av Marjane Satrapi och Vincent Paronnaud samt Lumière silencieuse av Carlos Reygadas
- 2007: Paranoid Park av Gus Van Sant (Prix du 60ème anniversaire)
- 2008: Il Divo av Paolo Sorrentino
- 2009: Thirst (박쥐) av Park Chan-wook
- 2009: Fish Tank av Andrea Arnold

### 2010-talet
- 2010: En man som skriker av Mahamat Saleh Haroun
- 2011: Polis av Maïwenn Le Besco
- 2012: Änglarnas andel av Ken Loach
- 2013: Sådan far, sådan son av Hirokazu Kore-eda
- 2014: Mommy av Xavier Dolan
- 2015: The Lobster av Giorgos Lanthimos
- 2016: American Honey av Andrea Arnold
- 2017: Saknaden av Andrej Zvjagintsev
- 2018: Kapernaum av Nadine Labaki
- 2019: Bacurau av Kleber Mendonça Filho och Juliano Dornelles samt Les Misérables av Ladj Ly

### 2020-talet
- 2020: Festivalen inställd på grund av covid-19-pandemin
- 2021: Ha'berech av Nadav Lapid samt Memoria av Apichatpong Weerasethakul
- 2022: De åtta bergen av Felix van Groeningen och Charlotte Vandermeersch samt  EO av Jerzy Skolimowski
- 2023: Höstlöv som faller av Aki Kaurismäki
- 2024: Emilia Pérez av Jacques Audiard